# Особовий склад
Особовий склад — термін, який уживається щодо всіх військовослужбовців і цивільних найманих осіб військової частини, з'єднання, об'єднання, установи або іншої військової організації. У ньому виділяють військовослужбовців і цивільний персонал. У складі військовослужбовців виділяють рядовий, сержантський, офіцерський склад.